# Павел Блонски
Павел Петрович Блонски (Кијев, 26. мај 1884 — Москва, 15. фебруар 1941) је био руски педагог и психолог, аутор је више од 200 педагошких, психолошких и филозофских научних радова. Велики утицај имао је на педагошку науку и видљиву улогу у преображају школе, у првих десет година совјетске власти.

## Биографија
Блонски је рођен у Кијеву, 14. маја 1884 године. У Кијеву је завршио најпре класичну средњу школу, а затим и универзитет. Студијска година Блонског се подударала са револуцијом у Русији. У годинама које су претходиле Октобарској револуцији, поглед Блонског на живот био је пун контрадикције због утицаја различитих струја мисли, али његова практична настава, која је диктирала његове интересе и истраживања, одиграла је велику улогу у обликовању његових погледа. Од 1908 године наставио је образовање и психологију у женским средњим школама у Москви. Након завршених мастер студија 1913 године Блонски је постао помоћник на Московском Универзитету. Током овог периода почео је да држи предавања у којима је развио идеју о потреби за свеобухватним развојем деце. Блонски је детаљно проучавао радове водећих руских педагога Песталоција, Толстоја, Ушинског. Његове мисли у делу „Радна школа“ биле су најважнија теоријска оријентација ставрања нове школе, при чему је занемаривао стабилне наставне планове и програме, рад у разреду и по наставним часовима.

## Рад
1917 године постао је професор у Москви. Током својих година наставе Блонски је обучавао велики број наставника, педагога, професора, психолога, био је осетљив, бринуо се о свом образовању, али и образовању других. Допринео је часописима као што су "The Labour School„ , „Социјално образовање“. Написао је преко 100 радова укључујући и прве уџбенике за школе и високошколске установе. 
Блонски је комбиновао огромну практичну наставу са теоретским радом у образовању и психологији. Његово истраживање у Институту за научно образовање, Институту за народности и за политехничко образовање било је од огромног значаја и од велике важности.
Блонски се није ограничавао само на теоријске радове, већ је активно учестовао у доношењу „комплексних“ програма за везу школе са животом. Бавио се проблемима савремене тероије педагогије и историје педагогије, па је сматрао да их треба повезати са учењем класика педагошке мисли, како би се решавали актуелни проблеми васпитања у новим условима.
Када је 1936. Године донета одлука О педагошким грешкама, почела је политичка хајка на Блонског, тако да је његово име било препуштено забораву.
Основна тежња Блонског била је да педагошку науку изгради као строго нормативну науку, која ће имати ослонац у биологији, генетици, физиологији, социологији и другим наукама које се баве човеком. Да би педагогија била научно-статусно одређена, она мора, приликом изучавања узрочно последичних веза, да користи објкетивне истраживачке методе, технике и инструменте, како би резултати истраживања били репрезентативни.
Хуманистичка идеја да је дете у центру педагошког процеса, заокупљала је Блонског, па је он поставља у строго научне оквире. Он је убеђен да се успешно васпитање може остварити уз поштовање неопходних услова за стицање знања, поштовања социјалног окружења и школског разреда, као сложеног система који чине интегралне функције. Као присталица радне школе, Блонски се залаже да ученици стичу знања посредством рада и живота и односа људи у природном окружењу, а не путем посебних школских дисциплина. Према Блонском, развој интелекта деце не остварује се традиционалним системом питање-одговор, већ путем решавања различитих школских животних проблема.

## Совјетска педагогија
Блонски је био један од водећих совјетских педагога тога времена, главни борац за модерне педагошке идеје, написао је више дела са карактеристичним насловима „Човек машина“, „Организам као машина“, „Прилагођавање младог организма средини“. Блонски упоређује човеков организам са машином и пише, да је циљ идеалног васпитања: учинити од човека машину, која добро ради.
Развој детета, према овим идејама, треба схватити као билошки развој. Билошка својства су одлучна, а улога наслеђа од највеће је важности. Дете је скуп безусловних и условних рефлексних реакција, којима се мора прилагодити и прилагођавати околини.